# Aaron Crow
Aaron James Crow (né le 10 novembre 1986 à Topeka, Kansas, États-Unis) est un lanceur de relève droitier qui a joué pour les Royals de Kansas City dans la Ligue majeure de baseball de 2011 à 2014.

## Biographie
Après des études secondaires à la Washington Rural High School de Topeka (Kansas), Aaron Crow suit des études supérieures à l'Université du Missouri-Columbia où il porte les couleurs des Tigers du Missouri de 2006 à 2008.  
Il est drafté une première fois en juin 2008 par les Nationals de Washington au premier tour de sélection (9e choix). Il repousse l'offre et poursuit ses études universitaires.
Crow rejoint les rangs professionnels à l'issue de la draft de juin 2009 au cours de laquelle il est sélectionné par les Royals de Kansas City au premier tour de sélection (12e choix). Il perçoit un bonus de 1,5 million de dollars à la signature de son premier contrat professionnel. 
Il passe une saison en Ligues mineures avant d'effectuer ses débuts en Ligue majeure le 31 mars 2011 à l'occasion du match d'ouverture de la saison 2011 des Royals. Il effectue une relève d'une manche un tiers, n'accordant à l'occasion aucun coup sûr et aucun point. Il sort trois des quatre frappeurs affrontés sur des retraits sur des prises. À sa sortie suivante en relève le 2 avril contre les Angels de Los Angeles, il mérite sa première victoire dans les grandes ligues. Crow connaît une bonne saison recrue avec une moyenne de points mérités de 2,76 en 62 manches lancées pour Kansas City. Les Royals l'envoient au monticule à  57 reprises, et il termine l'année avec 4 victoires, 4 défaites, et 65 retraits sur des prises. Il est invité au match des étoiles 2011 mais n'entre pas en jeu dans la rencontre.
Il offre des performances constantes pour les Royals dans les années qui suivent. En 73 matchs en 2012, sa moyenne de points mérités s'élève à 3,48 en 64 manches et deux tiers. En 2013, il maintient une moyenne de 3,38 en 48 manches lancées lors de 57 sorties.
En 2014, il remporte 6 victoires contre une seule défaite en 67 matchs, mais sa moyenne de points mérités grimpe à 4,12 en 59 manches lancées et il n'enregistre que 5,2 retraits sur des prises par 9 manches au monticule, contrairement à 9 deux années plus tôt et 8,3 en 2013. Les Royals comptant sur un excellent personnel de releveurs, Crow n'est pas inclus dans l'effectif du club lors des séries éliminatoires.
Le 28 novembre 2014, les Royals échangent Aaron Crow aux Marlins de Miami contre le lanceur gaucher Brian Flynn et le lanceur droitier Reid Redman.